# Denk ich an Deutschland …
Denk ich an Deutschland … ist das Motto einer losen Reihe von semi-dokumentarischen Spiel- und Fernsehfilmen des Bayerischen und des Westdeutschen Rundfunks. Zu den Titeln der Reihe zählen Herr Wichmann von der CDU (2003) von Andreas Dresen, in dem der Bundestagswahlkampf 2002 des jungen CDU-Politikers Henryk Wichmann in Brandenburg gezeigt wird, Wir haben vergessen zurückzukehren (2001) von Fatih Akin und Das Wispern im Berg der Dinge (2000), in dem Dominik Graf seinen Vater, den Schauspieler Robert Graf, porträtiert. Die Musik zu diesem Titel komponierte Dominik Graf zusammen mit seinem Schulfreund Helmut Spanner.
Die fünf im Jahre 2001 produzierten Folgen bildeten 2001 einen Schwerpunkt der Internationalen Hofer Filmtage. Alle Filme der Reihe sind von der Münchner Firma Megaherz produziert worden.
Der Titel zitiert aus dem ersten Vers von Heinrich Heines Gedicht Nachtgedanken (1844): „Denk ich an Deutschland in der Nacht, dann bin ich um den Schlaf gebracht“.

## Titel
- Denk ich an Deutschland … – Kix? (1997) (Katja von Garnier)
- Denk ich an Deutschland … – Augenblick (1998) (Doris Dörrie, Werner Penzel)
- Denk ich an Deutschland … – Angst spür’ ich, wo kein Herz ist (1998) (Sherry Hormann)
- Denk ich an Deutschland … – Niemandsland (1998) (Andreas Kleinert)
- Denk ich an Deutschland … – Das Wispern im Berg der Dinge (2000) (Dominik Graf)
- Denk ich an Deutschland … – Adeus und Goodbye (2001) (Peter Patzak)
- Denk ich an Deutschland … – Ein Fremder (2001) (Peter Lilienthal)
- Denk ich an Deutschland … – Die Leopoldstraße kills me (2001) (Klaus Lemke)
- Denk ich an Deutschland … – Die Durchmacher (2001) (TV) (Leander Haußmann)
- Denk ich an Deutschland … – Wir haben vergessen zurückzukehren (2001) (Fatih Akin)
- Denk ich an Deutschland … – Herr Wichmann von der CDU (2003) (Andreas Dresen)
- Denk ich an Deutschland … – Familienreise (2004) (Michael Gutmann)